# Notoryctes
Chi Notoryctes (còn gọi là chuột chũi túi) là một chi thú có túi, gồm hai loài sinh sống trong nội lục Úc.
- Notoryctes typhlops (chuột chũi túi miền Nam, gọi là itjaritjari trong ngôn ngữ của người Pitjantjatjara và Yankunytjatjara miền trung Úc).[3]
- Notoryctes caurinus (chuột chũi túi miền Bắc, còn gọi là kakarratul)

Chuột chũi túi là động vật có vú nhỏ, đào hang, hội tụ về mặt giải phẫu tương tự như các động vật có vú hóa thạch khác (và có họ hàng xa), như loài chuột chũi vàng còn sống (họ Chrysochloridae) và các loài họ Epoicotheriidae đã tuyệt chủng (Pholidota).

## Nét đặc trưng
Giống như họ Chrysochloridae và Epoicotheriidae, chuột chũi túi sử dụng bàn chân trước và móng vuốt lớn của chúng để đào theo hướng mặt phẳng hình thoi (ví dụ, lên và xuống), trái ngược với kiểu đào "cào bên" của họ Talpidae.
Chuột chũi túi dành phần lớn thời gian dưới lòng đất, chỉ thỉnh thoảng mới lên mặt đất, chủ yếu sau những cơn mưa. Chúng bị mù, mắt chúng đã bị thu nhỏ thành thấu kính tiền đình dưới da thiếu đồng tử. Do đó, chúng bị mù chức năng. Chúng không có tai ngoài, chỉ là một cặp lỗ nhỏ ẩn dưới bộ lông dày. Đầu có hình nón, với một tấm khiên da sạm trên mõm, cơ thể có hình ống, đuôi cụt ngắn và trụi được bọc trong da sạm. Chúng dài từ 12 đến 16 cm, nặng 40 đến 60 g, và được bao phủ đều bởi một lớp lông khá ngắn màu kem rất mịn cho đến màu trắng với lớp kim vàng óng ánh. Túi của chúng nhỏ nhưng phát triển tốt và đã tiến hóa quay ngược vào bên trong để không cho cát rơi vào. Nó chỉ chứa hai núm vú, vì vậy chuột chũi túi không thể sinh nhiều hơn hai con non một lần.
Các chi rất ngắn, với các số ngón tay giảm. Bàn chân trước có hai móng vuốt lớn, hình thuổng, bằng phẳng ở móng thứ ba và tư, được sử dụng để đào đất trước mặt chúng. Chân sau phẳng, và có ba móng vuốt nhỏ; những bàn chân này được sử dụng để đẩy đất về phía sau khi chúng đào bới. Xương biểu mô có mặt nhưng nhỏ và như trong một số động vật có vú hóa thạch khác (ví dụ như tatu), năm đốt sống cổ cuối cùng được hợp nhất để hỗ trợ cho đầu cứng hơn trong quá trình đào bới. Chúng "bơi" trong lòng đất và không để lại bất kỳ cái hang vĩnh viễn nào.
Răng của chuột chũi túi bị thoái hóa và không giống với răng của polyprotodont hay diprotodont. Công thức răng hàm của chúng đa dạng. Các răng hàm trên là zalambodont, và các răng hàm dưới dường như đã mất lưu vực talonid. Răng hàm của chúng có hình tam giác, hoặc "zalambdodont", tức là, giống như một chữ cái Hy Lạp ngược "lambda" về mặt khớp cắn.

## Ghi chép hóa thạch
Các loài họ này được đại diện bởi hóa thạch đầu thế Miocen của chi Naraboryctes từ địa điểm Riversleigh ở Queensland, Úc, tài liệu thu nhận khảm các đặc điểm về răng và xương của các loài chuột chũi túi còn sống từ một tổ tiên trên đất liền. Ghi chép hóa thạch họ này chứng minh rằng đỉnh chính của răng hàm là metacone, khác biệt với đặc tính paracone của tenrec zalambdodont, chuột chũi vàng và Solenodon. Về số lượng răng trong mỗi góc phần tư hàm răng (hoặc công thức hàm răng) Archer et al. (2011) đã báo cáo rằng "công thức hàm răng của các loài Notoryctes đang gây tranh cãi vì sự đa hình đáng kể về số lượng răng, cả giữa các mẫu vật và trong cùng một mẫu vật." Tuy nhiên, phản ánh sự đồng thuận của các nghiên cứu cũ, Archer et al. (2011) báo cáo sự hiện diện của bốn răng hàm (điển hình cho thú có túi) trong mỗi góc phần tư cả ở các loài chuột chũi túi còn sống và các loài Naraboryctes hóa thạch.

## Ái lực tiến hóa
Nhà cổ sinh vật học người Mỹ William King Gregory đã viết vào năm 1910 (trang 209) rằng "Notoryctes là một thú có túi thực sự" và quan điểm này đã được xác nhận nhiều lần bằng các phân tích phát sinh học về giải phẫu so sánh, DNA ty thể, DNA hạt nhân, sự kiện genomic hiếm, và bộ dữ liệu kết hợp của DNA hạt nhân và ty thể và hình thái và DNA. Các bộ dữ liệu phát sinh gen lớn nhất hỗ trợ mạnh mẽ cho việc đặt Notoryctes là đơn vị phân loại chị em cho một nhánh dasyuromorph-peramelian, trong bức xạ Australidelphia.